# Caso Moderna
O Caso Moderna foi um caso de corrupção, gestão danosa e associação criminosa com base na Universidade Moderna. Foi o primeiro escândalo que envolveu uma universidade privada portuguesa, expondo o envolvimento de várias figuras públicas, disputas dentro do Grande Oriente Lusitano, e impulsionado a demissão do diretor da Polícia Judiciária, Fernando Negrão, acusado de ter divulgado dados da investigação. Dos 13 arguidos, sete foram condenados e apenas um cumpriu pena de prisão.

## Cronologia
- 29 de Janeiro de 1995 - O jornal Público denuncia num artigo a passividade da fiscalização municipal de Lisboa face a obras ilegais realizadas pela Universidade Moderna entre Julho de 1993 e Março de 1994 num antigo armazém da Gelmar;
- 2 de Fevereiro de 1995 - Jorge Sampaio, então presidente da Câmara de Lisboa, ordena a abertura de um inquérito às obras realizadas pela Universidade Moderna e à conduta de vários funcionários camarários;
- 3 de Fevereiro de 1995 - João Soares, vereador do Pelouro da Cultura e Conservação de Edifícios, determina a suspensão do fiscal da Câmara de Lisboa que acompanhou as obras, recomendando ainda a demolição de todos os trabalhos ilegais, ressalvando, porém, que primeiro se deveria estudar a possível integração urbanística das obras realizadas;
- 1998 - O jornal Público noticia investimentos de grande valor na Universidade, surgindo simultaneamente as primeiras investigações pelo Serviço de Informação e Segurança (SIS) e a Polícia Judiciária (PJ);
- Janeiro de 1999 - Esmeraldo Azevedo, ex-vice-reitor da Universidade Moderna e ex-vice-presidente da cooperativa Dinensino, que tinha sido afastado do cargo por José Júlio Gonçalves e seus filhos, apresentou uma queixa-crime na Procuradoria-Geral da República (PGR) por alegada gestão danosa da cooperativa, referindo ainda o desaparecimento de 2 milhões de contos dos cofres da empresa;
- 10 de Fevereiro de 1999 - O jornal Diário de Notícias publica que a instituição é alvo de uma investigação criminal, apurando-se ainda que a Dinensino, empresa responsável pela gestão da Universidade Moderna, tinha negócios que ultrapassavam o âmbito do ensino. Surgem nas seguintes semanas notícias de desvio de dinheiro, branqueamento de capitais, contas na Suíça, gastos consideráveis em viagens, hotéis e carros de luxo, negócios ilícitos como tráfico de armas, droga, prostituição e ligações à maçonaria ou ainda a várias figuras públicas, como Pedro Santana Lopes, António de Sousa Lara e Paulo Portas que constavam na lista de pagamentos;
- Fevereiro de 1999 - Paulo Portas, líder do CDS, é ouvido na Judiciária. Em conferência de imprensa afirma que se trata de uma cabala montada pelo governo e que os pagamentos (os quais incluíam um carro Jaguar) se deviam a prestações de serviços, nomeadamente devido aos cargos que desempenhava como professor de História das Ideias Políticas e dirigente da Amostra, centro de sondagens da universidade.[3] Apesar de não ter sido acusado, o evento gerou o fim da Alternativa Democrática entre o PSD de Marcelo Rebelo de Sousa e o CDS;[4]
- 10 de Março de 1999 - O jornal Diário de Notícias emite o artigo "Judiciária vai fazer buscas na Moderna”, alegando ter fontes próximas de altos responsáveis da PJ;
- 17 de Março de 1999 - Fernando Negrão, então diretor da PJ, é acusado de fornecer informações à imprensa e violar o segredo de justiça, sendo-lhe movido um processo disciplinar pela Procuradoria Geral da Republica. Os jornalistas do Diário de Notícias são testemunhas de acusação e Fernando Negrão é obrigado a demitir-se;[5]
- Março de 1999 - Pedro Garcia Rosado, assessor do Ministério da Educação é forçado a afastar-se do cargo por suspeitas de ligação à universidade;
- Abril de 2000 - José Júlio Gonçalves, que tinha previamente sido afastado do cargo de reitor, foi detido junto com dois dos seus filhos: João Braga Gonçalves, ex-diretor de marketing da universidade, e José Braga Gonçalves, ex-secretário da direção da Dinensino, a cooperativa responsável pela sua gestão.
- 14 de Abril de 2000 - Rui Albuquerque, vice-presidente da Cooperativa Dinensino, apresenta a sua demissão do cargo;
- 10 de Abril de 2002 - Tem início o julgamento do Caso Moderna, no Tribunal de Monsanto, em Lisboa. Manuela Barracosa, Jorge Raposo e Ricardo Cardoso foram o coletivo de juízes.[6]

## Arguidos
- António Sousa Lara 
  - 1 crime de associação criminosa
  - 1 crime de administração danosa
  - 4 crimes de apropriação ilícita
- Carlos Amorim Fernandes
  - 1 crime de associação criminosa
  - 1 crime de administração danosa

- Carlos Manuel Sousa
  - 1 crime de apropriação ilícita, com referência a 1 crime de burla qualificada

- Domingos Andrade e Sousa
  - 1 crime de apropriação ilícita, com referência a 1 crime de burla qualificada
- Esmeraldo Azevedo
  - 1 crime de associação criminosa
  - 1 crime de administração danosa
  - 21 crimes de apropriação ilícita
- José Alberto Cagido
  - 1 crime de apropriação ilícita, com referência a 1 crime de burla qualificada
- José António Braga Gonçalves
  - 1 crime de associação criminosa
  - 1 crime de administração danosa
  - 65 crimes de apropriação ilícita
  - 5 crimes de falsificação de documentos
  - 2 crimes de burla qualificada
  - 1 crime de corrupção activa
- José Eduardo Lampreia
  - 1 crime de apropriação ilícita, com referência a 1 crime de burla qualificada
- José Júlio Gonçalves
  - 1 crime de associação criminosa
  - 1 crime de administração danosa
  - 22 crimes de apropriação ilícita
  - 1 crime de corrupção activa
- João Manuel Braga Gonçalves
  - 1 crime de associação criminosa
  - 1 crime de administração danosa
  - 6 crimes de apropriação ilícita
  - 1 crime de corrupção activa
- José Manuel Mafra Vitoriano
  - 1 crime de associação criminosa
  - 1 crime de administração danosa
  - 60 crimes de apropriação ilícita
  - 1 crime de corrupção activa
- Manuel Ramos Vaz
  - 1 crime de associação criminosa
- Pedro Garcia Rosado
  - 1 crime de corrupção activa

## Julgamento
O julgamento começou em abril de 2002 e terminou em novembro de 2003. Foi apurado que entre 1997 e 1999 foram gastos com cartões de crédito da universidade Moderna mais de 862 920 euros. 
José Braga Gonçalves, que estava acusado de 19 crimes, foi condenado a 12 anos de prisão por apropriação ilegítima, gestão danosa, corrupção ativa e falsificação de documentos, tendo, no entanto, sido absolvido do crime de administração danosa e visto ser reduzida a sua pena para 7 anos e meio. Saiu em liberdade condicional em 2005.
José Júlio Gonçalves (1929-2023), ex-reitor da Moderna, foi condenado a três anos de prisão por administração danosa e corrupção activa, no entanto o tribunal entendeu suspender a sua pena.
Esmeraldo Azevedo, antigo vice-presidente da Dinensino e vice-reitor da Moderna, João Braga Gonçalves (1963-2015), ex-director de publicidade, e José Vitoriano, antigo tesoureiro da universidade foram condenados a três anos e cinco meses de prisão efectiva. Foram absolvidos, em recuso, pelo Tribunal da Relação de Lisboa.
António de Sousa Lara, ex-vice reitor da Moderna, acusado de 4 crimes de apropriação ilícita, 1 crime de associação criminosa e 1 de administração danosa, foi sentenciado a dois anos e meio, com pena suspensa. A condenação viria, porém, a ser anulada pelo Tribunal da Relação, em Junho de 2004.
Pedro Garcia Rosado, antigo assessor de imprensa do ex-ministro da Educação Eduardo Marçal Grilo, foi condenado a três anos de prisão efectiva por corrupção passiva, crime que os juízes concluíram não ser passível de suspensão de pena.